# The Sangbad
The Sangbad (bengali : সংবাদ, The Daily Sangbad, Dainik Sangbad) est un quotidien de langue bengali, fondé en 1951 et publié à Dacca, au Bangladesh. Son premier propriétaire fut Nasiruddin Ahmad et son premier rédacteur en chef fut Khairul Kabir. Au cours des années 1950 et 1960, le journal a exprimé des opinions fermes contre le gouvernement Ayub Khan du Pakistan, et a donc été réprimé. Ses bureaux et ses imprimeries ont été incendiés pendant la répression de mars 1971, et il est resté fermé pendant toute la guerre de libération du Bangladesh.